# 高田城址公園
高田城址公園（たかだじょうしこうえん）は、新潟県上越市本城町にある都市公園（総合公園）。2020年4月1日に名称を高田公園（たかだこうえん）から改称した。

## 歴史

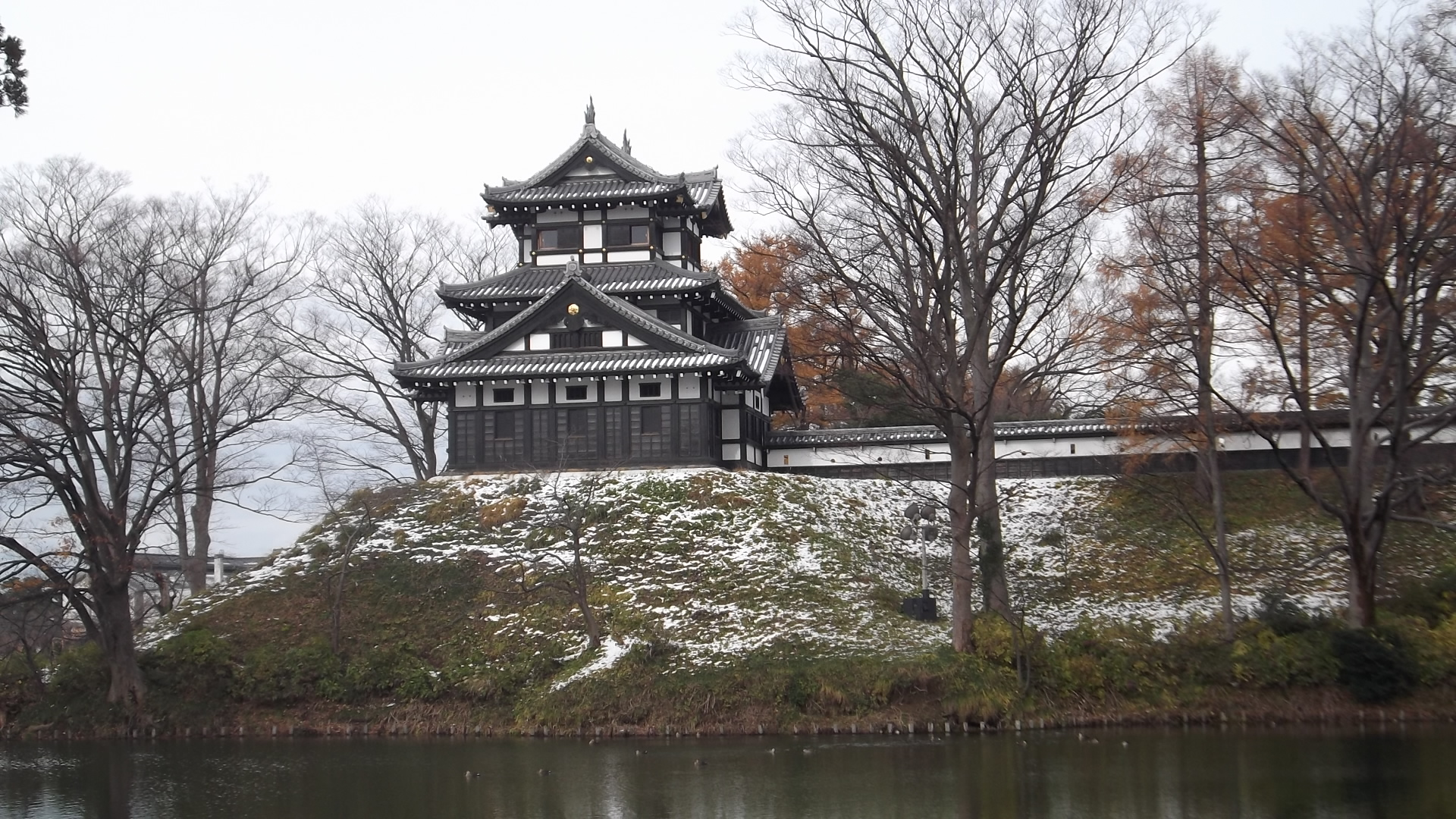
越後高田城三重櫓

現在の高田公園一帯は、高田城の建築と関川の流れを変え､青田川や儀明川を改修して築いた濠と土塁などの構築物からなる遺構である。はじまりは、徳川家康の六男の松平忠輝が福島城を廃し､現在の高田公園に高田城を建築した事にはじまる。忠輝の妻いろは姫は仙台「伊達政宗」の娘、政宗は家康に築城奉行に任じられこの城下を構築した。2014年に高田開府400年を迎えた。

## 高田城址公園の桜

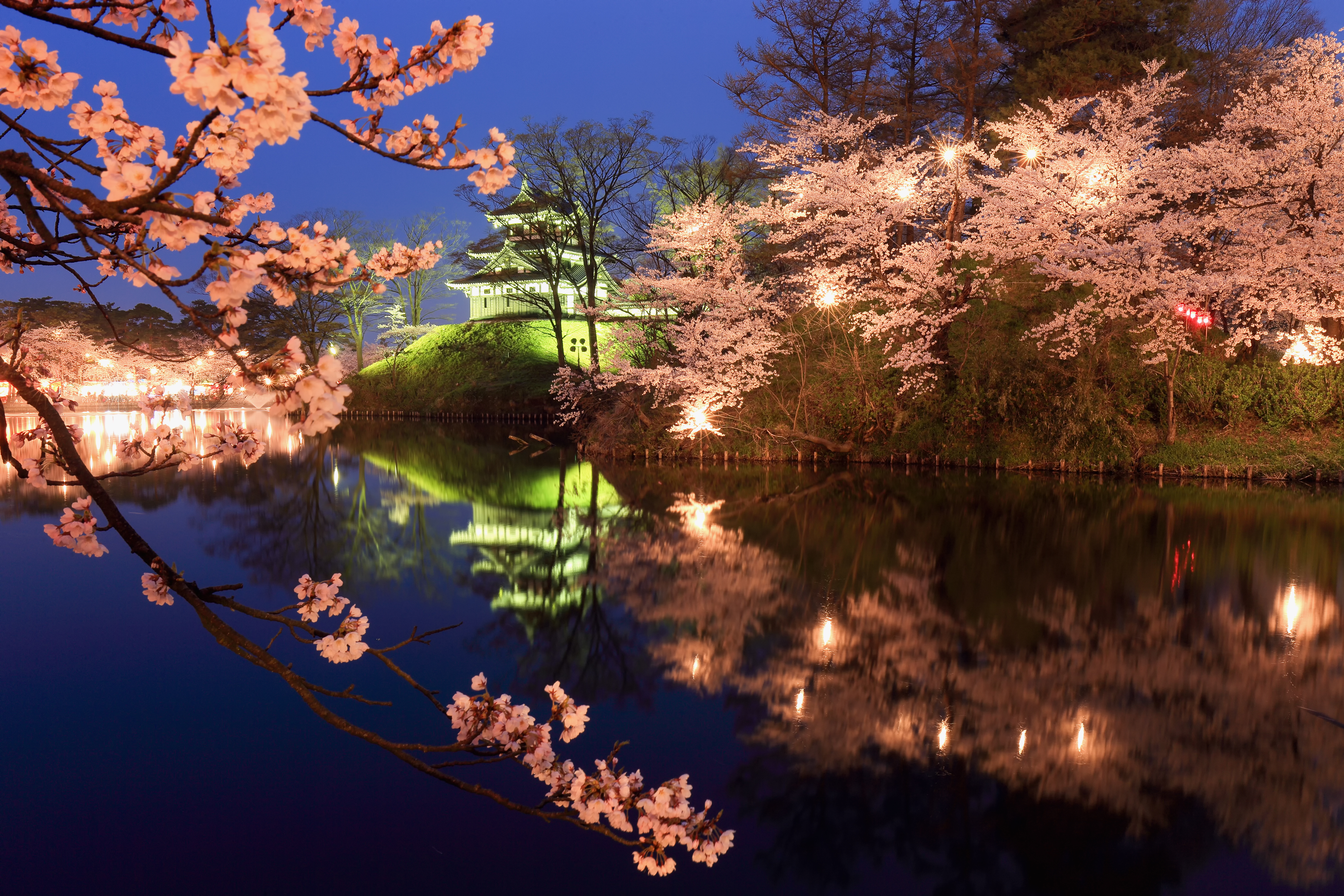
高田城址公園観桜会のライトアップ

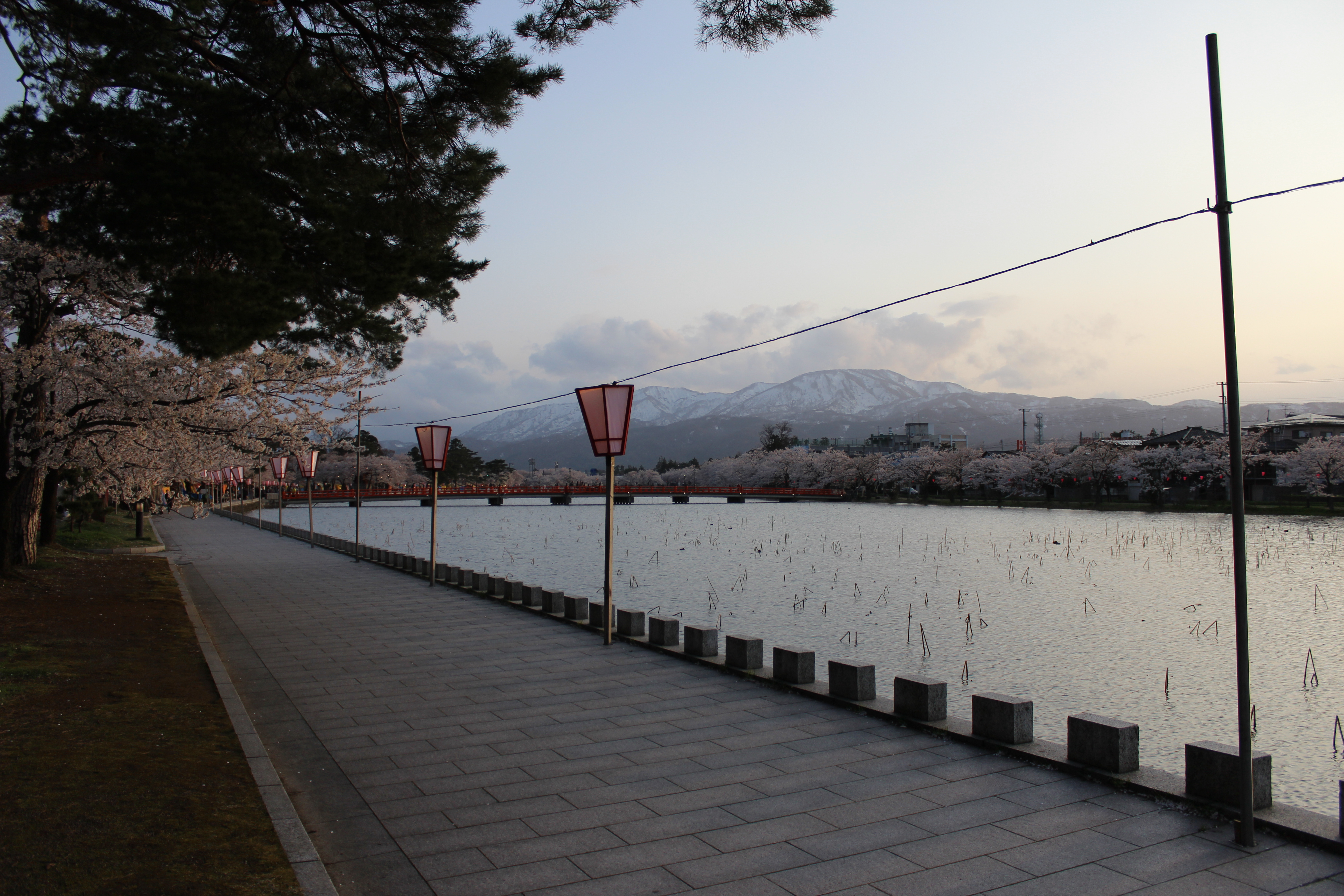
西堀

1909年（明治42年）、第13師団の入城を祝い、在郷軍人団が城跡に2,200本の桜を植樹したのがそのはじまり。現在桜は約4,000本。3,000個のボンボリに照らし出された桜がお堀の水面に映るさまは「日本三大夜桜」の一つにも数えられ、日本さくら名所100選に選定されている。
2012年CNNの選ぶ世界5大花の名所として選出された。

## 高田城址公園の蓮
明治初期、戊辰戦争や凶作で悪化した高田藩の財政再建や士族授産のために地元の大地主・保阪貞吉が私財を投じて外堀に蓮を植えさせ、蓮根栽培事業が始められた。その後、蓮根栽培は1962年（昭和37年）で中絶したが、開花時期には毎年「上越蓮まつり」が開催されている。また、蓮研究の第一人者である東京大学農学部教授の大賀一郎が昭和28年に調査に訪れた際に、繁殖域の大きさ、育成の状況を「蓮池の規模の大きいことは世界でもまれで、特に紅白入り交じっているのは珍しい」と激賞した。それを聞いた高田市民が“東洋一”と語り伝えて現在に至る。
そのため、花が咲く時期には多くの見物客やカメラマンが訪れる。

## 園内施設
- 高田城三重櫓
- 上越市立歴史博物館
- 旧小林古径邸
  - 小林古径記念美術館

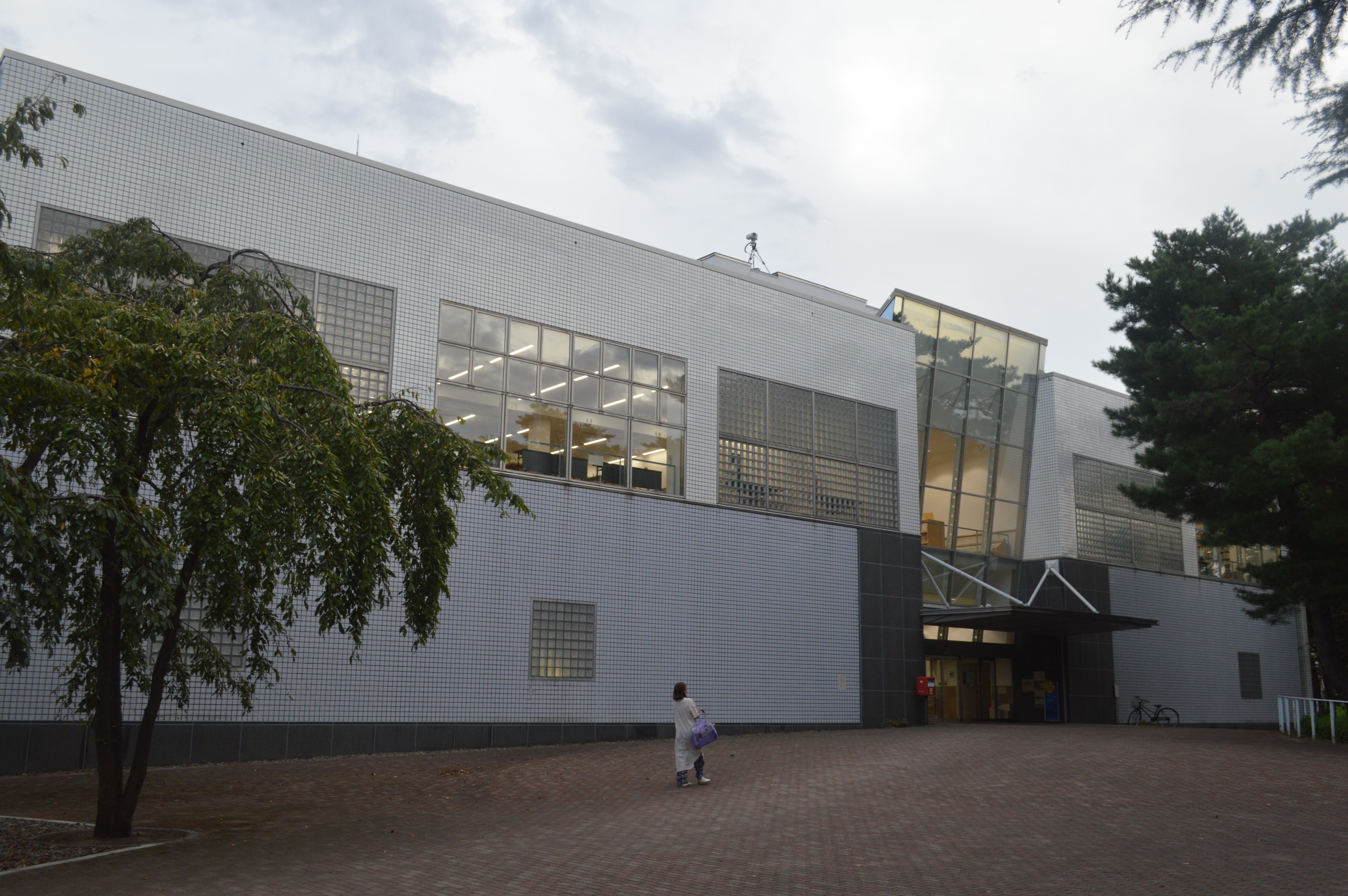
上越市立高田図書館

- 市民交流施設「高田城址公園オーレンプラザ」
- 上越市立高田図書館
- 上越市高田城址公園野球場
- 上越市高田城址公園陸上競技場
  - 日本陸上競技連盟第2種公認
  - トラック：400m×9レーン
  - 収容人数：10,000人
- 高田スポーツセンター

## アクセス
徒歩
- えちごトキめき鉄道高田駅から東へ徒歩約20分

バス利用
- 高田駅より
  - 高田駅前案内所からくびき野バス 41 宮口線（牧小学校前行、宇津の俣行または深山荘行）に乗車、「高田城址公園」下車、徒歩5分
- 直江津駅より
  - 直江津駅前から頸城自動車 2 上越大通り線（中央病院行）、5 教育大学線（中央病院行または悠久の里前行）または7 春日山・佐内線（中央病院行または悠久の里前行）に乗車、「高田城址公園」下車、徒歩5分

自家用車利用
- 駐車場あり（観桜会開催時以外は無料）
- 北陸自動車道 上越ICで国道18号上新バイパス長野方面に乗り換え、鴨島IC下車後約15分
- 上信越自動車道 上越高田ICから約15分
- 交通規制
  - 観桜会期間中は交通規制が実施される。臨時駐車場（有料）に駐車してシャトルバスを利用する。これらの情報は#外部リンクの社団法人上越観光コンベンション協会公式ウェブサイトに掲載される。